# Салаверри, Филипе Сантьяго
Фелипе Сантьяго де Салаверри-и-дель-Солар (исп. Felipe Santiago de Salaverry y del Solar; 3 мая 1806, Лима, Перу — 19 февраля 1836, Арекипа, Перу) — перуанский военный и политический деятель, генерал, президент Перу с 23 февраля 1835 по 7 февраля 1836 года.

## Биография
Когда в Перу прибыл Хосе де Сан-Мартин, Салаверри несмотря на своё обучение в колледже Сан-Карлос в Лиме и протесты своего отца, уехал в Гуару, и поступил на службу к Хосе де Сан-Мартину простым добровольцем. Хосе де Сан-Мартин был доволен храбростью молодого Филипе Салаверри и зачислил его кадетом в батальон «Numancia». Военная карьера Филипе Салаверри складывалась удачно и уже в возрасте 28 лет он получил звание генерала республиканской армии.
Когда гарнизон крепости Кальяо поднял восстание в январе 1835 года против президента Луиса Орбегосо, на подавление восстания были посланы войска во главе с Фелипе Салавери. Он успешно победил повстанцев, и был назначен губернатором Кальяо. Но уже 23 февраля того же года сам поднял восстание против правительства Перу, и поскольку Обергосо оставил столицу город Лима, Филипе Сантьяго Салаверри занял столицу и провозгласил себя правителем Перу
Через несколько месяцев под властью Филипе Сантьяго Салаверри оказался весь юг Перу, а Орбегосо был вынужден бежать на север с небольшими силами. Но в результате соглашения Луиса Хосе Орбегосо и боливийского генерала Андреса де Санта Круза боливийская армия вторглась в Перу и Салаверри был вынужден удалиться к Арекипе, где 7 февраля 1836 года был разбит полностью.
После отступления, видя безвыходность своего положения Филипе Сантьяго Салаверри сдался генералу Миллеру который выдал его Андресу де Санта Крусу после чего, 19 февраля 1836 года Салаверри был расстрелян.
1. 1 2 3  https://prensaregional.pe/felipe-santiago-salaverry-y-su-muerte-en-arequipa-apostando-por-el-peru/ — 2022.
2. ↑  https://www.infobae.com/peru/2023/02/01/felipe-santiago-salaverry-la-breve-vida-del-presidente-mas-joven-del-peru/ — 2023.